# Pilar Morlón de Menéndez
Pilar Morlón de Menéndez fue una periodista, sufragista y activista feminista cubana en pro de los derechos de las mujeres.

## Biografía
Como activista pro-feminista, fue parte del grupo de intelectuales cubanas que lideró el debate feminista durante la década de 1920; alrededor de 1923, era junto a Pilar Jorge de Tella, una de las personalidades más prominentes de este movimiento. Fue partícipe de la fundación de las primeras organizaciones que buscaban el derecho a voto y el derecho a la educación de las mujeres en su país, como el Club Femenino (1918) —junto a Pilar Jorge de Tella, Mariblanca Sabas Alomá, Ofelia Domínguez Navarro y Hortensia Lamar—; con éstas activistas, conformó un conjunto de mujeres que «ayudaron a cambiar la dinámica del periodismo de temática femenina y pusieron temas candentes que preocupaban a las trabajadoras, las reclusas y otros sectores marginales de la población femenina».
Además, fue presidenta de la Federación Cubana de Asociaciones Femeninas, institución que organizó el I Congreso Nacional de Mujeres en 1923, donde Pilar ocupó la presidencia; este sería «el primero de su tipo convocado en la América de habla hispana». Morlón de Menéndez también ocuparía tal cargo en el Congreso celebrado en 1925.
Por otro lado, colaboró en la fundación del denominado Comité de Defensa del Sufragio Femenino que aglutinó a una serie de grupos de feministas cubanas; bajo el alero de tal comité, realizó un petitorio en favor de una reforma constitucional para igualar los derechos de hombres y mujeres en el mes de mayo de 1928 —que se entregó al presidente de la asamblea Antonio Sánchez de Bustamante—, junto a Hortensia Lamar, Rosario Guillaume, Rosa Arredondo de Vega y Ofelia Domínguez.